# Lîhacivka, Mlîniv
Lîhacivka (în ucraineană Лихачівка) este un sat în comuna Torhovîțea din raionul Mlîniv, regiunea Rivne, Ucraina.

## Demografie
Componența lingvistică a localității Lîhacivka
     Ucraineană (100%)
Conform recensământului din 2001, toată populația localității Lîhacivka era vorbitoare de ucraineană (100%).